# Epipactis × schmalhausenii
Epipactis × schmalhausenii es una especie de orquídea de hábitos terrestres. Es un híbrido compuesto de las especies Epipactis atrorubens × Epipactis helleborine. Se distribuye por Europa en Gran Bretaña, Suecia, Austria, Bélgica, Alemania, Polonia, Suiza, Francia, Grecia, Italia y Rumania.

## Taxonomía
Epipactis × schmalhausenii fue descrita por Karl Richter y publicado en Plantae Europeae 1: 284. 1890.
Etimología
Epipactis: nombre genérico que proviene del griego cephalos = "cabeza", y anthera = "antera" por la forma globosa de la antera.
schmalhausenii: epíteto
Sinonimia
- Helleborine × schmalhausenii (K.Richt.) Vollm.[2][3]